# Trofeo Pollença-Port d'Andratx 2022
La 31.ª edición de la clásica ciclista Trofeo Pollença-Port d'Andratx fue una carrera en España que se celebró el 29 de enero de 2022 sobre un recorrido de 170,1 km en la isla balear de Mallorca. La carrera formó parte del cuarto trofeo de la Challenge Ciclista a Mallorca 2022.
La carrera formó parte del UCI Europe Tour 2022, calendario ciclístico de los Circuitos Continentales UCI, dentro de la categoría 1.1 y fue ganada por el español Alejandro Valverde del Movistar. Completaron el podio, como segundo y tercer clasificado respectivamente, el estadounidense Brandon McNulty del UAE Emirates y el ruso Aleksandr Vlasov del Bora-Hansgrohe.

## Equipos participantes
Tomaron parte en la carrera 25 equipos: 10 de categoría UCI WorldTeam, 9 de categoría UCI ProTeam y 6 de categoría Continental. Formaron así un pelotón de 171 ciclistas de los que acabaron 132. Los equipos participantes fueron:
| WorldTeams (10)- Movistar Team - UAE Team Emirates - Bora-Hansgrohe - AG2R Citroën Team - Israel-Premier Tech - Lotto-Soudal - BikeExchange-Jayco - Cofidis - Intermarché-Wanty-Gobert Matériaux - Trek-Segafredo ProTeams (9)- Caja Rural-Seguros RGA - Euskaltel-Euskadi - Equipo Kern Pharma - Eolo-Kometa - Bardiani-CSF-Faizanè - Arkéa-Samsic - Burgos-BH - Sport Vlaanderen-Baloise - Drone Hopper-Androni Giocattoli Equipos continentales (6)- BEAT Cycling - Minerva Cycling Team - Java Kiwi Atlántico - Electro Hiper Europa-Caldas - Manuela Fundación Continental - Work Service-Vitalcare-Dynatek |
| |

## Clasificación final
- La clasificación finalizó de la siguiente forma:[3]

| \| Clasificación general \| Clasificación general \| Clasificación general \| Clasificación general \| Clasificación general \| \| Ciclista \| Ciclista \| Equipo \| Tiempo \| \| \| --------------------- \| --------------------- \| ---------------------------------- \| --------------------- \| --------------------- \| \| 1.º \| Alejandro Valverde \| Movistar Team \| 4 h 14 min 50 s \| \| \| 2.º \| Brandon McNulty \| UAE Team Emirates \| + 0 s \| \| \| 3.º \| Aleksandr Vlásov \| Bora-Hansgrohe \| + 3 s \| \| \| 4.º \| Michael Matthews \| BikeExchange-Jayco \| + 6 s \| \| \| 5.º \| Felix Gall \| AG2R Citroën Team \| + 10 s \| \| \| 6.º \| Simon Clarke \| Israel-Premier Tech \| + 10 s \| \| \| 7.º \| Élie Gesbert \| Arkéa-Samsic \| + 10 s \| \| \| 8.º \| Tim Wellens \| Lotto-Soudal \| + 13 s \| \| \| 9.º \| Kobe Goossens \| Intermarché-Wanty-Gobert Matériaux \| + 19 s \| \| \| 10.º \| Simon Geschke \| Cofidis \| + 28 s \| \| |                    |                                    |                 |
| |                    |                                    |                 |
| Fuente: ProCyclingStats |                    |                                    |                 |
| Clasificación general |                    |                                    |                 |
| Ciclista | Ciclista           | Equipo                             | Tiempo          |
| 1.º | Alejandro Valverde | Movistar Team                      | 4 h 14 min 50 s |
| 2.º | Brandon McNulty    | UAE Team Emirates                  | + 0 s           |
| 3.º | Aleksandr Vlásov   | Bora-Hansgrohe                     | + 3 s           |
| 4.º | Michael Matthews   | BikeExchange-Jayco                 | + 6 s           |
| 5.º | Felix Gall         | AG2R Citroën Team                  | + 10 s          |
| 6.º | Simon Clarke       | Israel-Premier Tech                | + 10 s          |
| 7.º | Élie Gesbert       | Arkéa-Samsic                       | + 10 s          |
| 8.º | Tim Wellens        | Lotto-Soudal                       | + 13 s          |
| 9.º | Kobe Goossens      | Intermarché-Wanty-Gobert Matériaux | + 19 s          |
| 10.º | Simon Geschke      | Cofidis                            | + 28 s          |

## UCI World Ranking
El Trofeo Pollensa-Puerto de Andrach otorgó puntos para el UCI World Ranking para corredores de los equipos en las categorías UCI WorldTeam, UCI ProTeam y Continental. Las siguientes tablas son el baremo de puntuación y los diez corredores que obtuvieron más puntos:
| Posición   | 1.º | 2.º | 3.º | 4.º | 5.º | 6.º | 7.º | 8.º | 9.º | 10.º | 11.º | 12.º | 13.º-15.º | 16.º-25.º |
| Puntuación | 125 | 85  | 70  | 60  | 50  | 40  | 35  | 30  | 25  | 20   | 15   | 10   | 5         | 3         |

| Clasificación |                    |                                    |        |
| Posición      | Ciclista           | Equipo                             | Puntos |
| ------------- | ------------------ | ---------------------------------- | ------ |
| 1.º           | Alejandro Valverde | Movistar                           | 125    |
| 2.º           | Brandon McNulty    | UAE Emirates                       | 85     |
| 3.º           | Aleksandr Vlasov   | Bora-Hansgrohe                     | 70     |
| 4.º           | Michael Matthews   | BikeExchange-Jayco                 | 60     |
| 5.º           | Felix Gall         | AG2R Citroën                       | 50     |
| 6.º           | Simon Clarke       | Israel-Premier Tech                | 40     |
| 7.º           | Élie Gesbert       | Arkéa Samsic                       | 35     |
| 8.º           | Tim Wellens        | Lotto Soudal                       | 30     |
| 9.º           | Kobe Goossens      | Intermarché-Wanty-Gobert Matériaux | 25     |
| 10.º          | Simon Geschke      | Cofidis                            | 20     |